# Wanda Landowska
Wanda Landowska (Varsavia, 5 luglio 1879 – Lakeville, 16 agosto 1959) è stata una clavicembalista polacca.
Le sue esecuzioni, l'insegnamento, gli scritti e le incisioni giocarono un ruolo decisivo nel revival della popolarità del clavicembalo all'inizio del XX secolo. Sue sono le prime registrazioni al clavicembalo delle Variazioni Goldberg di Johann Sebastian Bach nel 1931.

## Biografia
Wanda Landowska nacque a Varsavia, dove il padre esercitava la professione di avvocato e la madre era un'esperta di lingue che aveva tradotto Mark Twain in polacco. Iniziò a quattro anni a suonare il pianoforte e studiò al Conservatorio di Varsavia con Kleczyński e Michałowski. Studiò composizione con Heinrich Urban a Berlino. Dopo aver sposato lo studioso di folklore polacco Henry Lew nel 1900 a Parigi, vi insegnò pianoforte alla Schola Cantorum tra il 1900 e il 1912.

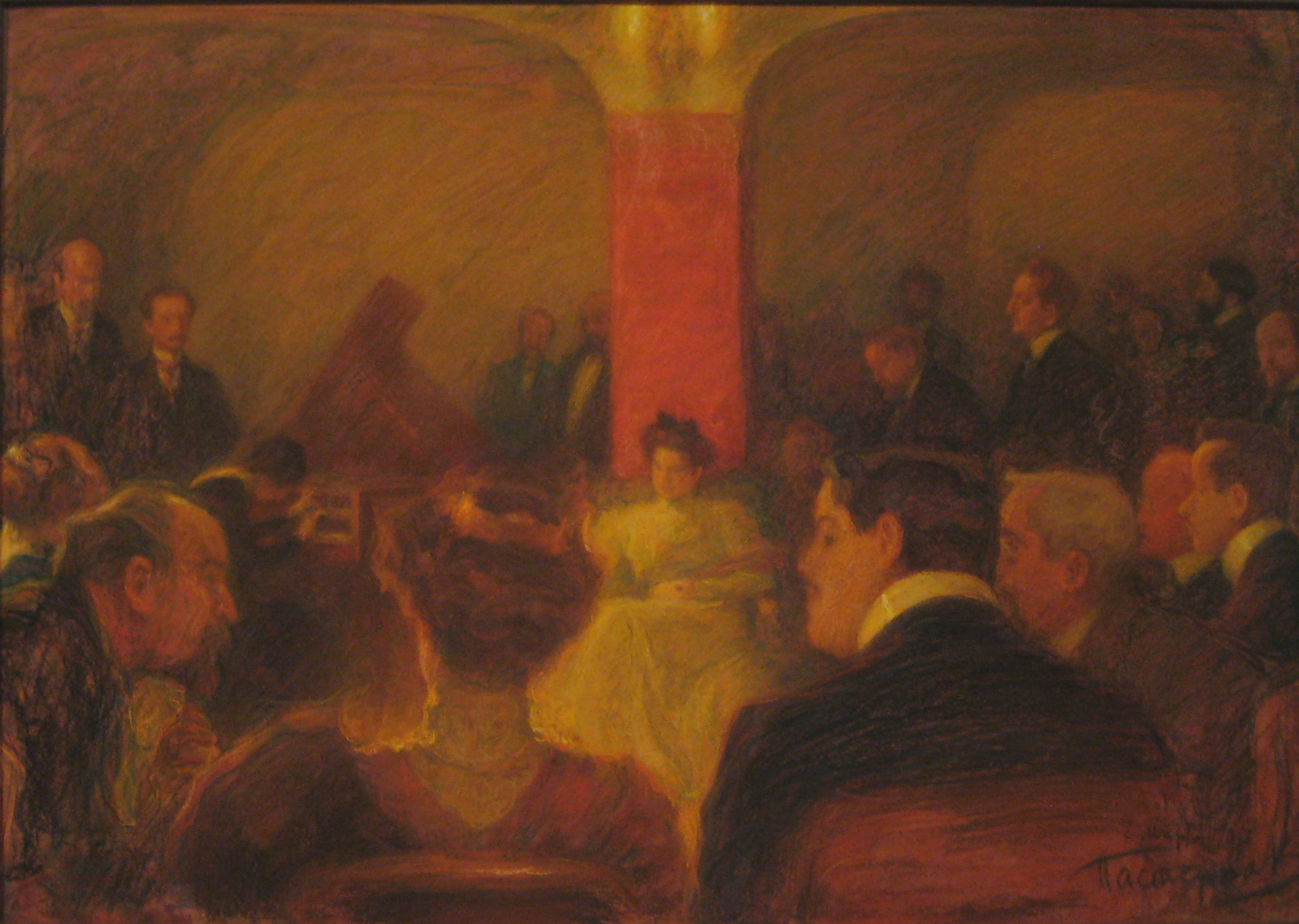
Leonid Pasternak, Concerto di Wanda Landowska a Mosca (1907), pastello conservato nella Galleria Tret'jakov

In seguito insegnò clavicembalo alla Hochschule für Musik di Berlino tra il 1912 e il 1919. Profondamente interessata alla musicologia, e in particolare alle opere di Bach, Couperin e Rameau, girò vari musei europei cercando strumenti a tastiera originali; acquistò vecchi strumenti e se ne fece costruire di nuovi appositamente da Pleyel. Questi erano dei clavicembali massicci e pesanti, con una tavolozza sonora sconosciuta ai clavicembali originali, e derivavano da una tipologia costruttiva molto più simile al pianoforte che ai più autentici strumenti sei e settecenteschi. Negli ultimi tempi, soprattutto per i dettami della rappresentazione storica, questo tipo di strumenti era considerato poco adatto alla fedele esecuzione della musica barocca per clavicembalo; ciò influì negativamente sulla considerazione posteriore delle registrazioni della Landowska.
Un certo numero di opere importanti furono scritte appositamente per le sue esecuzioni al clavicembalo: El retablo de maese Pedro di Manuel de Falla segnò il ritorno del clavicembalo nell'orchestra moderna. De Falla in seguito scrisse un concerto per clavicembalo appositamente per l'artista e Francis Poulenc compose per lei il suo Concert champêtre.
Fondò la École de Musique Ancienne nel 1925 a Parigi; dal 1927 la sua casa a Saint-Leu-la-Forêt divenne un centro per l'esecuzione e lo studio della musica antica.
Quando la Germania invase la Francia, la Landowska, che era una cittadina naturalizzata francese di origini ebraiche, fuggì con la sua assistente e compagna Denise Restout, lasciando Saint-Leu nel 1940 e soggiornando nella Francia meridionale, infine salpando da Lisbona verso gli Stati Uniti. Arrivò a New York il 7 dicembre 1941. La casa di Saint-Leu-la-Forêt era stata saccheggiata, i suoi strumenti e i manoscritti rubati, così l'arrivo negli Stati Uniti la vide priva di mezzi economici.
Si stabilì a Lakeville (Connecticut) nel 1949 e dette molti concerti e lezioni in gran parte degli Stati Uniti. La RCA Victor installò nella sua casa un vero e proprio studio di registrazione e l'artista registrava a suo piacimento quando lo desiderava, cosa che per quei tempi costituiva senz'altro una novità. La sua compagna Denise Restout fu la sua curatrice e tradusse i suoi scritti sulla musica, tra cui Musique ancienne e Landowska on Music.
Morì il 16 agosto 1959.

## Discografia parziale
- J.S. Bach, Goldberg Variations - Wanda Landowska, 1945 RCA Victor Red Seal - Grammy Hall of Fame Award 1986